# Boeun-eup
Boeun-eup (koreanska: 보은읍) är en köping i kommunen Boeun-gun i provinsen Norra Chungcheong i den centrala delen av Sydkorea, 140 km sydost om huvudstaden Seoul. Det är kommunens administrativa huvudort.